# Roberto Vieri
Roberto Vieri, detto Bob (Prato, 14 febbraio 1946), è un ex calciatore italiano, di ruolo mezzala.

## Biografia
È il padre di Christian e Massimiliano, i quali hanno seguito le orme paterne divenendo a loro volta calciatori.

## Caratteristiche tecniche
È stato un giocatore di classe e invenzione.

## Carriera

### Club
Dopo aver iniziato nelle giovanili della Fiorentina, e dopo un anno in prestito in Serie D, nella Sangiorgese, a farsi le ossa, nella stagione 1964-1965 gioca 24 partite nel Prato, in Serie C, segnando 11 gol.
Tornato in riva all'Arno, non trova spazio in campionato; vince però una Coppa Italia abbinandola con la Mitropa Cup di cui disputa anche la finale, il 19 giugno 1966 contro la squadra cecoslovacca dello Jednota Trenčín, e nella quale Mario Brugnera segna l'unico gol della partita deviando un tiro dello stesso Vieri.

Vieri alla Juventus nella stagione 1969-1970

Approdato alla Sampdoria, tra i cadetti, nell'annata 1966-1967 disputa 32 partite segnando 5 gol, emergendo tra i protagonisti del campionato record della compagine genovese. L'anno successivo, sempre con i liguri, Vieri debutta in Serie A disputando 25 partite e segnando 6 reti.
Si mantiene su buoni livelli anche nella terza e ultima stagione in maglia blucerchiata, giocando 27 partite e segnando 5 gol. Attira quindi le attenzioni della Juventus che nell'estate 1969 lo acquista, insieme allo stopper Francesco Morini, nell'ambito di un'operazione che vede dirottati verso Genova il cartellino di Romeo Benetti e un conguaglio di 800 milioni di lire, una cifra alta per il calcio di allora.
Dopo un'altalenante e alla fine deludente unica stagione in bianconero, in cui mette a referto 21 presenze e 3 reti, nell'annata 1970-1971 passa alla Roma insieme a Luis del Sol e Gianfranco Zigoni, in un maxi scambio che contemporaneamente fa arrivare Fabio Capello, Luciano Spinosi e Fausto Landini a Torino. Nella stagione 1972-1973 è al Bologna dove gioca per due stagioni, in cui totalizza rispettivamente 14 e 18 partite; rimane in forza alla società felsinea, a periodi alterni, fino all'annata 1976-1977.
Frattanto nel 1975 c'è la breve parentesi canadese tra le file dei Toronto Metros-Croatia, nella North American Soccer League. Nel gennaio 1977 decide di tentare l'avventura australiana, ai Marconi Stallions di Sydney. Rientra brevemente in Italia nel gennaio 1981 tornando al Prato, in Serie C1, dove gioca 4 partite e segnando un gol, prima di chiudere la carriera nuovamente ai Marconi, nel 1982, giocando ancora 21 incontri con una rete.

### Nazionale
Nel periodo sampdoriano, dal 1967 al 1969, ha anche giocato 5 partite con la nazionale B, segnando un gol.

## Palmarès

### Club

#### Competizioni nazionali
- Coppa Italia: 2

Fiorentina: 1965-1966
Bologna: 1973-1974
- Campionato italiano di Serie B: 1

Sampdoria: 1966-1967
- Campionato australiano: 1

Marconi Stallions: 1979

#### Competizioni internazionali
- Coppa Mitropa: 1

Fiorentina: 1966
- Coppa Anglo-Italiana: 1

Roma: 1972